# Maurepas (Yvelines)
Maurepas és un municipi francès, situat al departament d'Yvelines i a la regió de Illa de França. L'any 2007 tenia 18.789 habitants.
Forma part del cantó de Maurepas, del districte de Rambouillet i de la Comunitat d'aglomeració Saint-Quentin-en-Yvelines.

## Demografia

### Població
El 2007 la població de fet de Maurepas era de 18.789 persones. Hi havia 7.646 famílies, de les quals 2.254 eren unipersonals (937 homes vivint sols i 1.317 dones vivint soles), 2.267 parelles sense fills, 2.472 parelles amb fills i 653 famílies monoparentals amb fills.
La població ha evolucionat segons el següent gràfic:
Habitants censats

### Habitatges
El 2007 hi havia 8.158 habitatges, 7.807 eren l'habitatge principal de la família, 46 eren segones residències i 305 estaven desocupats. 3.689 eren cases i 4.393 eren apartaments. Dels 7.807 habitatges principals, 5.212 estaven ocupats pels seus propietaris, 2.443 estaven llogats i ocupats pels llogaters i 152 estaven cedits a títol gratuït; 574 tenien una cambra, 1.138 en tenien dues, 1.490 en tenien tres, 1.815 en tenien quatre i 2.789 en tenien cinc o més. 5.257 habitatges disposaven pel capbaix d'una plaça de pàrquing. A 4.004 habitatges hi havia un automòbil i a 2.902 n'hi havia dos o més.

### Piràmide de població
La piràmide de població per edats i sexe el 2009 era:
| Homes | Edats   | Dones |
| ----- | ------- | ----- |
| 5     | 95 o +  | 12    |
| 2     | 90 a 94 | 62    |
| 42    | 85 a 89 | 75    |
| 28    | 80 a 84 | 76    |
| 73    | 75 a 79 | 196   |
| 182   | 70 a 74 | 214   |
| 397   | 65 a 69 | 354   |
| 513   | 60 a 64 | 526   |
| 655   | 55 a 59 | 661   |
| 755   | 50 a 54 | 880   |
| 674   | 45 a 49 | 655   |
| 661   | 40 a 44 | 627   |
| 800   | 35 a 39 | 811   |
| 777   | 30 a 34 | 859   |
| 883   | 25 a 29 | 736   |
| 562   | 20 a 24 | 677   |
| 701   | 15 a 19 | 615   |
| 596   | 10 a 14 | 672   |
| 702   | 5 a 9   | 695   |
| 535   | 0 a 4   | 520   |

## Economia
El 2007 la població en edat de treballar era de 12.795 persones, 9.545 eren actives i 3.250 eren inactives. De les 9.545 persones actives 8.839 estaven ocupades (4.629 homes i 4.210 dones) i 706 estaven aturades (333 homes i 373 dones). De les 3.250 persones inactives 1.075 estaven jubilades, 1.264 estaven estudiant i 911 estaven classificades com a «altres inactius».

### Ingressos
El 2009 a Maurepas hi havia 7.737 unitats fiscals que integraven 19.395,5 persones, la mediana anual d'ingressos fiscals per persona era de 24.051 €.

### Activitats econòmiques
Dels 802 establiments que hi havia el 2007, 12 eren d'empreses extractives, 5 d'empreses alimentàries, 2 d'empreses de fabricació de material elèctric, 1 d'una empresa de fabricació d'elements pel transport, 29 d'empreses de fabricació d'altres productes industrials, 66 d'empreses de construcció, 181 d'empreses de comerç i reparació d'automòbils, 36 d'empreses de transport, 63 d'empreses d'hostatgeria i restauració, 29 d'empreses d'informació i comunicació, 33 d'empreses financeres, 39 d'empreses immobiliàries, 136 d'empreses de serveis, 125 d'entitats de l'administració pública i 45 d'empreses classificades com a «altres activitats de serveis».
Dels 155 establiments de servei als particulars que hi havia el 2009, 1 era una oficina d'administració d'Hisenda pública, 1 oficina de correu, 7 oficines bancàries, 4 tallers de reparació d'automòbils i de material agrícola, 3 autoescoles, 8 paletes, 5 guixaires pintors, 8 fusteries, 13 lampisteries, 5 electricistes, 5 empreses de construcció, 16 perruqueries, 5 veterinaris, 1 agència de treball temporal, 48 restaurants, 16 agències immobiliàries, 4 tintoreries i 5 salons de bellesa.
Dels 74 establiments comercials que hi havia el 2009, 1 era, 3 supermercats, 2 botiges de menys de 120 m², 5 fleques, 4 carnisseries, 1 una carnisseria, 4 llibreries, 20 botigues de roba, 2 botigues d'equipament de la llar, 7 sabateries, 3 botigues d'electrodomèstics, 2 botigues de mobles, 3 botigues de material esportiu, 1 una botiga de material esportiu, 1 una botiga de material de revestiment de parets i terra, 5 perfumeries, 4 joieries i 6 floristeries.
L'any 2000 a Maurepas hi havia 4 explotacions agrícoles.

## Equipaments sanitaris i escolars
El 2009 hi havia 8 farmàcies i 3 ambulàncies.
El 2009 hi havia 10 escoles maternals i 8 escoles elementals. A Maurepas hi havia 2 col·legis d'educació secundària i 2 liceus d'ensenyament general. Als col·legis d'educació secundària hi havia 1.216 alumnes i als liceus d'ensenyament general 1.460.

## Poblacions més properes
El següent diagrama mostra les poblacions més properes.